# Utricularia warburgii
Utricularia warburgii este o specie de plante carnivore din genul Utricularia, familia Lentibulariaceae, ordinul Lamiales, descrisă de Karl Christian Traugott Friedemann Goebel. Conform Catalogue of Life specia Utricularia warburgii nu are subspecii cunoscute.